# Trastorno bipolar en niños
El desorden bipolar (DB, por sus siglas en español), o desorden bipolar pediátrico (DBP), o conocido formalmente como “maníaco depresivo”, se caracteriza por cambios extremos en el estado de ánimo que va desde el estado “bajo” depresivo, al “alto” maníaco (este se caracteriza por sentimientos de felicidad excesiva o furia).
Los síntomas depresivos en el desorden bipolar incluye tristeza, irritabilidad e incapacidad para disfrutar las actividades cotidianas; cambios en el apetito y peso, tener hipersomnia o insomnio, así como la dificultad para quedarse dormido o permanecer dormido, a pesar de estar muy cansado. Los síntomas que se presentan durante la manía son menor necesidad de dormir, articulación de palabras de manera más rápida de lo normal, problemas en la comunicación debido al cambio rápido de conversación, pensamiento acelerado, poca capacidad de concentración, dificultad para permanecer quieto, incapacidad para estar concentrado, dejar tareas inconclusas y realizar actividades riesgosas.
Identificar el desorden bipolar en jóvenes puede ser todo un desafío, en comparación con los adultos, este desorden tienen períodos específicos de depresión o manía que puede durar semanas o incluso meses, mientras que en los jóvenes se realiza por episodios maníacos y depresivos que se presentan a diario, además porque pueden aparecer simultáneamente. La presencia de depresión, del Trastorno por déficit de atención con hiperactividad (TADH), así como problemas de comportamiento perturbador es común que se presenten junto con el desorden bipolar, sin embargo, es importante identificar los síntomas y signos característicos del desorden bipolar.
El diagnóstico del desorden bipolar en niños es un tema controversial, ya que mientras algunos consideran que se deberían seguir los criterios establecidos por el DSM-IV-TR, otros han propuesto criterios diferentes para el diagnóstico de niños con desorden bipolar. El DMS-5 debe incluir nuevos desórdenes en los hábitos de conducta y estado de ánimo, el Trastorno de desregulación disruptiva del estado de ánimo como reemplazo de los diagnósticos pediátricos bipolares. Algunos psiquiatras prominentes, como el Dr. Stuart Kaplan y el Dr. Allen Frances, promueven que el diagnóstico sea más exacto y exista mejor investigación sobre cómo identificar los trastornos como el Déficit de Atención e hiperactividad y el de oposición desafiante, en lugar de englobarlos en el Trastorno Bipolar pediátrico. Otra controversia que ha surgido es el aumento en el número de niños diagnosticados en los últimos años, principalmente en Estados Unidos, y existen varias causas posibles de este incremento. Se ha argumentado que el reduccionismo biomédico, el abandono de los traumas, los factores de fijación, la influencia de la industria farmacéutica y el sobre diagnóstico (particularmente en el sistema de salud de Estados Unidos) contribuyen a la epidemia del desorden bipolar en población pediátrica.
La prevalencia de niños que cumplen con los criterios diagnósticos del DSM para Desorden bipolar es cerca del 2% pero la interpretación de los criterios diagnósticos es diferente entre cada uno de los investigadores. Por ejemplo, los múltiples estados de ánimo son controversiales porque los episodios de manía o hipomanía, con una interpretación más tradicional, requieren un estado de humor sostenido de manía/hipomanía durante varios días, semanas o meses.
El tratamiento usualmente consiste en terapia farmacológica y psicológica. Los fármacos más comúnmente usados son estabilizadores del estado del ánimo y antipsicóticos atípicos. El tratamiento psicológico normalmente combina educación acerca de la enfermedad, terapia de grupo y terapia cognitiva conductual. Casos de trastorno bipolar en niños se han observado desde tiempo atrás, a pesar de que se pensaba que eran raros. Este punto de vista ha estado cambiando desde 1990,  las investigaciones se dirigieron al mejoramiento de tratamientos, criterios diagnósticos, y el conocimiento del trastorno bipolar en niños.

## Signos y síntomas
Desorden bipolar pediátrico (DBP) causa una significativa discapacidad en la correcta funcionalidad de las habilidades de niños, especialmente en las áreas académicas y psicológicas, además es un desorden crónico que persiste toda la vida. Los niños con DBP experimentan períodos crónicos de manía, caracterizada por humor fuerte e irritable, o depresión. El DSM-IV-TR establece que los requerimientos para establecer el cuadro de manía incluyen estrecha relación con la madre, baja necesidad de sueño, y mayor expresividad verbal que lo usual. Es importante ser capaz de diferenciar entre la baja necesidad de dormir y el insomnio, el cual es la dificultad de mantenerse dormido. The American Academy of Childhood and Adolescent Psychology (AACAP) establece que el mismo criterio, inalterado, del DSM-IV-TR debería ser usado en niños, adolescentes, y adultos. Pacientes con DBP son diez veces más propensos a suicidarse que niños sanos. La manía severa y síntomas depresivos están asociados con la edad temprana en el diagnóstico, esto quiere decir que los pacientes pediátricos presentan síntomas más agudos que los pacientes adultos. En niños, lo maníaco también se pueden presentar con síntomas psicóticos mezclados con episodios maníaco depresivos. Este tipo de padecimiento de manía a menudo difiere de las descripciones clásicas en los adultos, pero los niños que son diagnosticados con trastorno bipolar muestran las mismas anomalías cerebrales que los adultos, siendo esto lo que complica el diagnóstico. Niños con DBP presenta enojo, disforia, irritabilidad, agresividad, y mezcla de síntomas de maníacos depresivos de una manera más común y por períodos de tiempo más raros que los adultos. El trastorno bipolar es episódico, esto significa que los síntomas no siempre aparecen, o pueden aparecer y desaparecer de forma aleatoria. La necesidad tanto de euforia como de grandiosidad se recomienda, y esto es soportado por diversos estudios.  "Los resultados del curso y el resultado de la enfermedad bipolar entre la juventud (COBY) de estudio, por ejemplo, sugieren que en aproximadamente el 80% de los casos, tanto la euforia y la irritabilidad, son síntomas presentes durante los más severos episodios entre los jóvenes con BD ..." Este requisito no es en la edición actual de la DSM, pero puede estar presente en el futuro.

## Diagnóstico
DB en niños es controversial a pesar de que no está en discusión que los síntomas típicos de DB son disfuncionales y tienen consecuencias negativas para los menores que lo sufren.
El debate principal se centró en determinar sí lo que se llama DB en los niños hace referencia a la misma enfermedad que el diagnóstico de los adultos, y la cuestión conexa de si los criterios de los adultos para el diagnóstico son útiles y precisos cuando se aplica a los niños. Para ser más específicos el debate principal sobre el diagnóstico circula alrededor de la sintomatología de la manía en los niños manía y sus diferencias entre los adultos. Para el diagnóstico de la manía la  American Psychiatric Association's Diagnostic and Statistical Manual (DSM-IV-TR) 
requiere un "período distinto de manera anormal y persistentemente elevado, expansivo o irritable del estado de ánimo "durante al menos cuatro días, y un número extra de los síntomas cognitivos y de comportamiento, tales como grandiosidad, necesidad de sueño, con la reducción de riesgo y los comportamientos de búsqueda. Otros creen que estos criterios no separan correctamente los niños con DB de otros problemas como el TDAH, y hacen hincapié en los ciclos rápidos de humor. Otros sostienen que lo que diferencia a los niños con DB es la distinta irritabilidad que cursa. Los parámetros de la práctica de la American Academy of Child and Adolescent Psychiatry alienta la primera estrategia. Una manera para determinar las diferencias entre los trastornos del estado de ánimo DBP y otras infantiles como el TDAH y el trastorno de la conducta, es el predominio de la irritabilidad en adición de gran júbilo, además de otros síntomas maníacos, y si es se presenta episódico.
 La historia familiar y el uso de cuestionarios, listas de control y las entrevistas de diagnóstico han sido de gran ayuda en el diagnóstico de niños con trastorno bipolar. Las diferencias en las prácticas de diagnóstico [uso de "O" (considerando ya sea el niño o el padre quien responda a las preguntas ) o "Y" (que combina los padres y las respuestas del niño) como criterios] influye en el diagnóstico de DBP y el TDAH. Se destaca que algunos estudios consideran las respuestas de los padres solos, otros mezclan las respuestas de los niños y las respuestas de los padres. Diferencias de contexto del estudio, la muestra de diagnóstico, y la conceptualización (episódico versus no-episódica, irritabilidad como criterio diagnóstico, modificación de los criterios de diagnóstico) también influyen en el diagnóstico".

### Incremento
El número de niños y adolescentes diagnosticados con DB en hospitales comunitarios de Estados Unidos aumentó cuatro veces alcanzando el 40% en los primeros 10 años del siglo actual, mientras que en las clínicas ambulatorias se duplicó, alcanzando el 6%.  Las consultas ambulatorias por DB en niños y adolescentes en Estados Unidos incrementó de 20, 000 en 1994-95 a 800, 000 en 2002-03. La información sugiere que los médicos son más estrictos en los criterios diagnósticos en niños, en lugar de aumentar la incidencia del DB.
Las razones para este aumento en el diagnóstico no están claros. Por un lado, el reciente consenso de la comunidad científica (véase más arriba) tendrá especialistas clínicos educados sobre la naturaleza de la enfermedad y los métodos de diagnóstico y tratamiento en los niños. Eso, a su vez, debería aumentar la tasa de diagnóstico. Por otro lado, los supuestos sobre el comportamiento, sobre todo en relación con el diagnóstico diferencial del trastorno bipolar, ADHD y trastornos de conducta en niños y adolescentes, también pueden desempeñar un papel sobre el conocimiento de esta enfermedad. Además, hay quienes sostienen que el aumento en el diagnóstico de trastorno bipolar pediátrico es el resultado de la influencia de la industria farmacéutica en la psiquiatría, especialmente en relación con empuje reciente las grandes farmacéuticas para expandir el mercado de los antipsicóticos atípicos a los niños y la ancianos. Otra posible razón para el incremento reciente en el diagnóstico es un cambio en el péndulo de diagnóstico. En años anteriores, se ha producido un problema con el trastorno bipolar siendo sub-diagnosticada, pero en la actualidad, a medida que más información se publica y más personas están ganando una mejor comprensión de lo que significa tener trastorno bipolar, y más gente se le está dando este diagnóstico.

### Diferencias nacionales
Otra cuestión es que el consenso sobre el diagnóstico en la edad pediátrica sólo puede aplicarse a los EE. UU. El Instituto Nacional de Salud y Excelencia Clínica (NICE) en 2006 describe específicamente que los criterios ampliados que se utilizan en los EE. UU. para el diagnóstico de trastorno bipolar en los niños como adecuado "sólo para la investigación" y "no estaban convencidos de que existe actualmente alguna evidencia para apoyar el uso diario clínico de diagnósticos pediátricos (fenotipo bipolar)" que aumentan el riesgo "de que los medicamentos pueden usarse para tratar inadecuadamente una diátesis bipolar que no existe."(p526). Un estudio realizado por psicriaticos  alemanes
de niños y adolescentes (con promedio de 15 años de experiencia clínica) encontró que sólo el 8% había diagnosticado alguna vez un caso pre-puberal de trastorno bipolar en sus carreras. Una encuesta similar de 199 psiquiatras de niños y adolescentes (av 15 años de experiencia clínica) en Australia y Nueva Zelanda también encontraron tasas mucho más bajas de diagnóstico que en los EE. UU., y el consenso de que el trastorno bipolar se diagnostica en exceso en los niños y jóvenes en los EE. UU. Las preocupaciones sobre el sobrediagnóstico en los EE. UU. También se han expresado psiquiatras de niños y adolescentes estadounidense y en una serie de ensayos en el libro "Los niños bipolares: Vanguardista controversia, ideas e investigaciones" se destacan varias controversias y se sugieren a la ciencia que todavía no existe un consenso en cuanto a diagnóstico de trastorno bipolar en la edad pediátrica.

## Epidemiología
Los estudios que utilizan criterios DSM muestran que hasta un 2% de los jóvenes pueden presentar trastorno bipolar.
Los estudios realizados en clínicas utilizando estos criterios muestran que hasta un 20% de los jóvenes referidos a las clínicas psiquiátricas presentan trastorno bipolar.

## Tratamiento
El tratamiento con medicamentos puede producir importantes efectos secundarios por lo que las intervenciones han sido recomendadas con el objetivo de que se pueda monitorizar al paciente y sus familias estén informadas de los diferentes problemas que pudieran surgir. Algunos antipsicóticos atípicos ocasionan alteraciones metabólicas como aumento de peso, diabetes mellitus tipo 2 e hiperlipidemia. El tratamiento a base de antipsicóticos puede producir efectos secundarios extrapiramidales a largo plazo como es la discinesia tardía, que es una alteración en el movimiento difícil de tratar. Los estabilizadores del estado de ánimo pueden generar daño al hígado y a los riñones. 
El tratamiento psicológico generalmente se compone de una combinación de educación sobre la enfermedad, terapia de grupo y terapia cognitivo conductual.  Cuando el paciente con desorden Bipolar es menor de edad se le informa del trastorno tanto a él como a la familia de los diferentes aspectos del desorden Bipolar como causas, signos y síntomas, así como el manejo. La terapia de grupo, a través de la interpretación de roles, busca mejorar las habilidades sociales y la solución de conflictos grupales.  Finalmente, la terapia cognitivo-conductual se enfoca en mejorar el entendimiento y control de las emociones y conductas de los participantes.
La terapia familiar es un soporte importante en el tratamiento del desorden bipolar en niños. La terapia familiar es una rama de la psicoterapia que trabaja con las familias, y lo que pretende es que haya cambio en las interacciones entre los miembros de la familia. Las familias son como una fuerza interconectada, y las acciones de los miembros afectan la salud y la disfunción de cada individuo y a la familia como un todo. Los terapeutas familiares se centran en las relaciones entre los miembros de la familia y no sólo en un individuo de la familia. Un miembro de la familia puede tener un problema y las relaciones familiares pueden contribuir o mantener el problema. Por ejemplo, cuando un niño tiene un problema de comportamiento, los terapeutas familiares pueden ver al niño como un ‘’chivo expiatorio’’ y ven que el problema en realidad reside en el sistema familiar. Los terapeutas familiares evitan culpar a algún miembro de la familia por el problema, y lo que hacen es ayudar a la familia interactuar para resolver el problema. Existen dos modelos generales e históricos en la terapia familiar (por ejemplo, el estructural, estratégico, Bowenian) y más específico, enfoques basados en evidencia que se basan en modelos anteriores. Pruebas sólidas de investigación sugieren que ambos enfoques de la terapia familiar, tanto el general y el específico son eficaces con gran variedad de problemas clínicos, incluido el tratamiento para el trastorno bipolar.
La terapia cognitiva conductual (TCC) es eficaz en el tratamiento del trastorno bipolar en jóvenes. TCC es el término usado para un grupo de tratamientos psicológicos basados en evidencia científica. Estos tratamientos han demostrado ser efectivos para desórdenes psicológicos en niños, adolescentes y adultos.
Cuando todas las opciones de tratamiento son infectivas se proponen como últimas opciones clozapina y terapia electroconvulsiva.

## Pronóstico
La medicación crónica es a menudo necesaria, ya que se pueden presentar recaídas que alcanzan tasas de más del 90% de las personas en las cuales no se siguieron las indicaciones de los medicamentos y casi el 40% en aquellos que no cumplen con los regímenes de medicación en algunos estudios. En comparación con los adultos, un inicio juvenil en general tiene un curso similar o peor, aunque la edad de inicio predice la duración de los episodios más que el pronóstico. Un peor resultado puede deberse a la existencia de otras patologías comórbidas. Algunos niños, como Rebecca Riley han muerto como resultado directo de las etiquetas psiquiátricas y las drogas para controlar su comportamiento, sin embargo la práctica persiste. 

## Historia

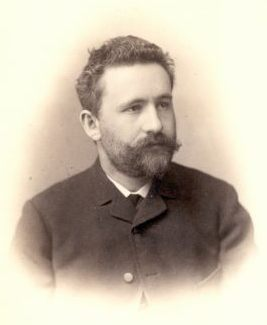
Emil Kraepelin

Emil Kraepelin en la década de 1920 notó que muchos episodios bipolares son raros antes de la pubertad. En general el DB en niños no fue reconocido en la primera mitad del siglo XX hasta las primeras revisiones de los casos que se publican en la década de 1960. El reconocimiento de esta enfermedad llegó veinte años después, con estudios epidemiológicos que mostraron una aproximación del 20% de que adultos con TB ya tenía síntomas en la niñez o en la adolescencia. No obstante los inicios antes de los 10 años se pensaba que eran casos extraños, estando por debajo del 0.5% de los casos. Durante la segunda mitad del siglo con un diagnóstico erróneo de esquizofrenia no era raro en la población infantil debido a la frecuente co-ocurrencia de psicosis y la manía, este problema disminuyó con un seguimiento mayor de los criterios del DSM en la última parte del siglo XX.

## Investigaciones directas
Las investigaciones actuales de DB en los niños incluyen la optimización de tratamientos para esta población a través de ensayos clínicos diseñados correctamente, aumentando el conocimiento de las bases genéticas y neurobiológicas del trastorno pediátrico, averiguaciones de la mayor persistencia de los casos pediátricos encontrados entre los varones, mientras que en la edad adulta se encuentran en mayor proporción en mujeres, y la mejora de los criterios de diagnóstico. En cuanto a este último los profesionales de salud mental que forman parte del nuevo Manual de Diagnóstico y Estadístico de Trastornos Mentales (el DSM-V) han propuesto un nuevo diagnóstico, los problemas de conducta de desregulación del estado de ánimo, que (a pesar de que todavía se cree que algunos tipos de enfermedades mentales que requieren una base biológica de drogas y tratamiento psicoterapéutico) se considera como encubridor de algunas presentaciones que implican arranques de comportamiento en diferentes contextos y lugares que a partir de ahora en la actualidad son considerados como simples inicios del trastorno bipolar infantil que ocurre antes de la pubertad. Para ser ético, los investigadores deben obtener la plena y el consentimiento de los sujetos humanos que participan, incluidos los niños [[]] al experimentar con ellos utilizando drogas psicotrópicas (alteradores mentales).